# 385 aC
El 385 aC va ser un any del calendari romà prejulià. Durant la República Romana i l'Imperi, era conegut com a any del tribunat de Capitolí, Corneli, Cincinnat Capitolí, Cursor, Cincinnat i Fidenat (o, més rarament, any 369 ab urbe condita o de la fundació de Roma). L'ús del nom «385 aC» per referir-se a aquest any es remunta a l'alta edat mitjana, quan el sistema Anno Domini va ser el mètode de numeració dels anys més comú a Europa.

## Esdeveniments

### Antiga Grècia
- Agesípolis I, un dels dos reis d'Esparta, va dirigir l'exèrcit (per renúncia a encapçalar-lo d'Agesilau II) contra Mantinea, i va ocupar la ciutat. Va dispersar els seus habitants i els va instal·lar en quatre petites ciutats.[2][3]
- Àlcetes I, rei de l'Epir i fill de Tàripes, va ser derrocat i va trobar refugi a la cort de Dionisi el Vell, tirà de Siracusa, que el va ajudar a recuperar el tron.[4]

### Antiga Roma
- Aquest any són elegits tribuns amb potestat consular: Aulus Manli Capitolí, Publi Corneli, Tit Quinti Cincinnat Capitolí, Luci Papiri Cursor, Luci Quinti Cincinnat i Gai Sergi Fidenat.[5]
- Aulus Corneli Cos és nomenat dictador per dirigir la guerra contra els volscs, i en part per oposar-se als plans de Marc Manli Capitolí, que volia iniciar una revolta amb els plebeus.[6]
- Marc Manli Capitolí, aprofitant que el dictador era fora de Roma va intentar aixecar els plebeus, però quan Corneli Cos va torna, el va empresonar i el va acusar de traïció (majestas).[7]
- Quinti Cincinnat Capitolí va ser nomenat magister equitum del dictador Aulus Corneli Cos.[8]

## Necrològiques
- Aristòfanes, autor grec (data aproximada).[9]